# Atif Bashir
Atif Bashir Qureshi (* 3. April 1985 in Berlin) ist ein deutsch-pakistanischer ehemaliger Fußballspieler.

## Laufbahn
Der in Deutschland geborene Pakistaner Bashir begann seine Karriere in der Jugendmannschaft von Hertha BSC und Cardiff City. 2004/05 stand der Mittelfeldspieler, der auch als Verteidiger spielen kann, bei Afan Lido unter Vertrag.
Seit dem Jahre 2008 zählt er zu Pakistans Fußballnationalmannschaft, konnte aber beispielsweise beim AFC Challenge Cup 2008 noch nicht für sein Heimatland antreten, da ihm noch kein pakistanischer Pass ausgestellt wurde.